# Canton de Katha
Le canton de Katha est un canton du district de Katha (en), dans la région de Sagaing, en Birmanie. Sa ville principale est Katha. Le canton est desservi par une ligne ferroviaire secondaire (est-ouest) qui quitte la ligne principale juste au nord d'Indaw.

## Histoire
Le canton est le théâtre de l'opération du canton de Katha (en) lors de la guerre civile birmane. Le 15 mars 2025, les troupes du Conseil administratif d'État tentent de reprendre les positions rurales du canton tenues par les troupes anti-junte des Forces de défense du peuple. Ces dernières sont finalement repoussées du territoire.